# Zoran Milinković
Zoran Milinković (in serbo Зоран Милинковић?; Belgrado, 18 luglio 1968) è un allenatore di calcio ed ex calciatore serbo, di ruolo difensore.

## Palmarès

### Giocatore

#### Competizioni nazionali
- Campionato cipriota: 1

Anorthōsis: 1999-2000
- Supercoppa di Cipro: 1

Anorthōsis: 1999

### Allenatore

#### Competizioni nazionali
- Campionato serbo: 1

Partizan: 2014-2015